# Skrzynice (przystanek kolejowy)
Skrzynice – nieczynny przystanek kolejowy w Skrzynicach w powiecie gryfińskim, w województwie zachodniopomorskim, w Polsce.